# 十円紙幣
十円紙幣（じゅうえんしへい）とは、日本銀行券（日本銀行兌換銀券、日本銀行兌換券を含む）の1つ。十円券、十円札とも呼ばれる。

## 概要
旧十円券、改造十円券、甲号券、乙号券、丙号券、い号券、ろ号券、A号券の八種類が存在し、このうち現在法律上有効なのは新円として発行されたA号券のみである。紙幣券面の表記は『拾圓』。

## 旧十円券
1885年（明治18年）1月22日の大蔵省告示第12号「兌換銀行劵見本」により紙幣の様式が公表されている。主な仕様は下記の通り。
- 日本銀行兌換銀券
- 額面 拾圓（10円）
- 表面 大黒像、兌換文言、発行根拠文言
- 裏面 彩紋、偽造変造罰則文言
- 印章 〈表面〉日本銀行総裁之章、文書局長（割印）　〈裏面〉金庫局長
- 銘板 大日本帝國政府大藏省印刷局製造
- 記番号仕様
  - 記番号色 赤色（記号）および緑色（番号）
  - 記番号構成 〈記号〉「第」＋組番号：漢数字1 - 2桁＋「號」　〈番号〉通し番号：「第」＋漢数字5桁＋「番」
- 寸法 縦93mm、横156mm
- 製造実績
  - 印刷局から日本銀行への納入期間 1884年（明治17年）12月 - 1888年（明治21年）下期[2]
  - 記号（組番号）範囲 「第壹號」 - 「第貳九號」（1記号当たり40,000枚製造）[2]
  - 製造枚数 1,155,000枚[3]
- 発行開始日 1885年（明治18年）5月9日[4]
- 通用停止日 1939年（昭和14年）3月31日[5]（1899年（明治32年）3月20日以降は回収対象[6]）
- 発行終了
- 失効券

明治維新以降、政府が発行した明治通宝・改造紙幣などの政府紙幣や、民営の国立銀行が発行した国立銀行紙幣などが並行して発行されていたが、西南戦争の戦費調達を発端として政府や国立銀行が無尽蔵に紙幣を濫発した結果インフレーションが発生し経済的な混乱の一因となっていた。これを収拾し通貨制度の信頼回復を図るために松方正義により紙幣整理が行われることとなり、政府から独立した唯一の発券銀行としての中央銀行すなわち日本銀行が創設され、従来の紙幣に代わって事実上の銀本位制に基づく「日本銀行兌換銀券」として発行された。日本銀行券の中で最初（最古）のものである。
表面に大黒天が描かれていることから「大黒札」と呼ばれている。なお、大黒天の肖像は、当時の印刷局の職員であった書家の平林由松をモデルとしてデザインしたものとされる。小槌と袋を手にした大黒天が米俵の上に腰かけている様子が描かれており、米俵の側には3匹の鼠があしらわれている。旧券中唯一、英語による兌換文言の表記がなされていない。表面の地模様には、表面中央に日輪とそこから放射状に延びる光線状の模様が描かれており、光線状の部分には微細な連続文字が配されている。表面は全体的に発行当時の写真複製技術では再現困難な薄い青色で印刷されている。図案製作者はお雇い外国人として日本の紙幣製造の技術指導にあたっていたイタリア人のエドアルド・キヨッソーネである。なお裏面は、中央に偽造罰則文言が記載されている他は彩紋模様のみであるが、印刷部分は以降に発行された券種と比較すると小さめのものとなっており、周囲は印刷のない空白が広がっている。
印章は表面が「日本銀行総裁之章」（篆書・日銀マークの周囲に文字）と「文書局長」（隷書・文字の周囲に竜の模様・割印）、裏面が「金庫局長」（隷書・文字の周囲に竜の模様）となっており、改造券以降用いられている印章とは異なる図柄のものとなっている。なお文書局長の割印は、製造時に原符と呼ばれる発行控えが紙幣右側についており、発行時にこれを切り離して発行の上、紙幣の回収時に文書局長の割印を照合する運用となっていたが、発行枚数が増大するに従いこの運用は無理が出てきたことから、1891年（明治25年）以降は廃されている。
記番号は漢数字となっており、通し番号は5桁で、通し番号の前後には「第」、「番」の文字がある。1組につき4万枚（最大通し番号は「第四〇〇〇〇番」）製造されている（ただし最終組「第貳九號」は「第叄五〇〇〇番」までの製造）。
紙幣用紙は三椏を原料としたもので、強度を高めるためにコンニャク粉が混ぜられていた。透かしは「日本銀行券」の文字と桜花、小槌、分銅、巻物、鍵、宝珠の図柄である。
使用色数は、表面4色（内訳は凹版印刷による主模様・地模様1色、文字1色、印章・記号1色、番号1色）、裏面2色（内訳は主模様1色、印章1色）となっている。紙幣の様式としては緻密な凹版印刷による大型の人物肖像、精巧な透かしや三椏を主原料とした用紙など、日本銀行券発行開始以前に発行されていた政府紙幣である改造紙幣の流れを汲むものとなっている。
「兌換銀券」と表記されているが、1897年（明治30年）10月の貨幣法施行および兌換銀行券条例の改正による銀本位制から金本位制への移行に伴い、以降は金兌換券として扱われることになった。
1927年（昭和2年）2月に制定された兌換銀行券整理法により1939年（昭和14年）3月31日限りで通用停止となった。

## 改造十円券
1890年（明治23年）7月26日の大蔵省告示第33号「改造十圓兌換銀行券見本現品熟覽ニ係ル件」により紙幣の様式が公表されている。主な仕様は下記の通り。
- 日本銀行兌換銀券
- 額面 拾圓（10円）
- 表面 和気清麻呂（紙幣面の人名表記は「和氣清麻呂卿」）と猪、兌換文言、発行根拠文言、偽造変造罰則文言
- 裏面 彩紋、英語表記の兌換文言
- 印章 〈表面〉総裁之印　〈裏面〉文書局長、金庫局長
- 銘板 大日本帝國政府大藏省印刷局製造
- 記番号仕様
  - 記番号色 赤色
  - 記番号構成 （製造時期により2種類あり）
    - 〈記号〉「第」＋組番号：漢数字1 - 3桁＋「號」　〈番号〉通し番号：漢数字5桁
    - 〈記号〉「第」＋組番号：漢数字3桁＋「號」　〈番号〉通し番号：漢数字6桁
- 寸法 縦100mm、横169mm
- 製造実績
  - 印刷局から日本銀行への納入期間 1890年（明治23年）3月 - 1898年（明治31年）下期[2]
  - 記号（組番号）範囲 [2]
    - 「第壹號」 - 「第壹〇五號」（1記号当たり40,000枚製造）
    - 「第壹〇六號」 - 「第壹壹〇號」（1記号当たり900,000枚製造）

  - 製造枚数 8,074,000枚[3]
- 発行開始日 1890年（明治23年）9月12日[16]
- 通用停止日 1939年（昭和14年）3月31日[5]
- 発行終了
- 失効券

旧十円券には紙幣の強度を高めるためにコンニャク粉が混ぜられていたが、そのために虫やネズミに食害されることが多々あった。また偽造防止対策として、写真に写りにくくするために用いていた薄い青色の顔料には鉛白が含有されており、温泉地などで硫化水素と化合するなどにより黒変することもあった。これにより、かえって偽造が容易になったという指摘もある。以上の技術的欠陥が明らかになったため、これを改良するためにこの改造券が発行された。
偽造防止対策として精巧な人物肖像を印刷することとなり、肖像には1887年（明治20年）に選定された日本武尊・武内宿禰・藤原鎌足・聖徳太子・和気清麻呂・坂上田村麻呂・菅原道真の7人の候補の中から、改造拾圓券には和気清麻呂が選ばれている。なお、和気清麻呂の肖像は、文献資料や絵画・彫刻を参考にしつつ国学者の黒川真頼などの考証を基に、エドアルド・キヨッソーネが実在の人物をモデルとしてデザインしたものであるが、モデルの人物は維新の三傑の1人とされる木戸孝允とする説と当時の印刷局彫刻部部長であった佐田清次とする説がある。表面の額縁状の輪郭内には肖像の和気清麻呂に因んだ猪が描かれていることから、通称は「表猪10円」であるほか、「表イノシシ札」とも呼ばれる。猪は8頭描かれており、走っているもの、歩いているもの、座っているものなど、様々な生態が描かれている。また旧拾圓券と異なり、英語による兌換文言も裏面に表記されている。図案製作者は旧券と同じくイタリア人のエドアルド・キヨッソーネである。裏面は彩紋模様により装飾された額面金額の数字が左側に配置されている他は英語表記の兌換文言が記載されているのみであるが、地模様などもなく簡素な図柄となっている。
記番号は漢数字となっており、下表のように前期と後期とに分けられる。
| タイプ | 発行開始日                | 組番号範囲                      | 通し番号                  |
| ------ | ------------------------- | ------------------------------- | ------------------------- |
| 前期   | 1890年（明治23年）9月12日 | 「第壹號」 - 「第壹〇五號」     | 5桁、最大「四〇〇〇〇」   |
| 後期   | 不明                      | 「第壹〇六號」 - 「第壹壹〇號」 | 6桁、最大「九〇〇〇〇〇」 |

透かしは「銀貨拾圓」の文字と菊の図柄である。
使用色数は、表面3色（内訳は凹版印刷による主模様1色、地模様1色、印章・記番号1色）、裏面2色（内訳は主模様1色、印章1色）となっている。
「兌換銀券」と表記されているが、1897年（明治30年）10月の貨幣法施行および兌換銀行券条例の改正による銀本位制から金本位制への移行に伴い、以降は金兌換券として扱われることになった。
1927年（昭和2年）2月に制定された兌換銀行券整理法により1939年（昭和14年）3月31日限りで通用停止となった。

## 甲号券
1899年（明治32年）9月16日の大蔵省告示第51号「兌換銀行券ノ内拾圓券改造發行」で紙幣の様式が定められている。主な仕様は下記の通り。
- 日本銀行兌換券
- 額面 拾圓（10円）
- 表面 和気清麻呂（紙幣面の人名表記は「和氣清麻呂卿」）と護王神社拝殿（紙幣面の注記は「護王神社」）、兌換文言、発行根拠文言、偽造変造罰則文言
- 裏面 猪、英語表記の兌換文言、断切文字、製造年
- 印章 〈表面〉総裁之印　〈裏面〉文書局長、発行局長
- 銘板 大日本帝國政府印刷局製造
- 記番号仕様
  - 記番号色 黒色
  - 記番号構成 （製造時期により2種類あり）
    - 〈記号〉変体仮名1文字＋「號」　〈番号〉通し番号：漢数字6桁
    - 〈記号〉組番号：「＜」＋数字1 - 2桁＋「＞」　〈番号〉通し番号：漢数字6桁
- 寸法 縦96mm、横159mm（縦3寸1分5厘、横5寸2分5厘[24]）
- 製造実績
  - 印刷局から日本銀行への納入期間 1899年（明治32年）下期 - 1914年（大正3年）12月18日[2]
  - 記号（組番号）範囲 「い號」 - 「す號」／1 - 38（いずれも1記号当たり900,000枚製造）[2]
  - 製造枚数 [3]
    - 42,300,000枚［記号：変体仮名］
    - 33,410,000枚［記号：アラビア数字］
- 発行開始日 1899年（明治32年）10月1日[24]
- 通用停止日 1939年（昭和14年）3月31日[5]
- 発行終了
- 失効券

1897年（明治30年）10月の貨幣法施行および兌換銀行券条例の改正による銀本位制から金本位制への移行に伴い、金兌換券として発行された。
肖像は和気清麻呂であり、エドアルド・キヨッソーネの彫刻した改造拾圓券の肖像のイメージを変えない範囲で新たに彫刻している。表面には和気清麻呂の肖像のほか、京都市上京区にある護王神社の拝殿を正面から眺めた風景が描かれている。肖像になっている和気清麻呂は猪によって難事を救われたとの伝説があり、甲号券では人物肖像だけではなく関連する建物や動物なども図柄として描くこととしたことから、肖像に関連する図柄として裏面には疾走する猪が描かれている。そのデザインから、通称は「裏猪10円」であるほか、当時は一般に「イノシシ札」と呼ばれていた。また、裏面左端に製造年が和暦で記載されており、裏面右端には「日本銀行」の断切文字（割印のように券面内外に跨るように印字された文字）が配置されている。
当初は記号がいろは順の変体仮名であったが、いろは47文字を全て使い切ったため、1910年（明治43年）9月以降の発行分は記号がアラビア数字となった。通し番号は漢数字であるが、変体仮名記号とアラビア数字のもので書体が異なり、「2」に対応する漢数字は変体仮名記号のもので「貳」、アラビア数字記号のもので「弍」となっている。変体仮名記号の紙幣の記番号はハンド刷番機で印刷されていたのに対し、アラビア数字記号の紙幣の記番号は機械印刷に変更となった。
1913年（大正2年）に日本銀行発行局が文書局に統合されたことに伴い発行局長の役職が廃止された。これにより、1914年（大正3年）以降の製造年表記で裏面に発行局長の印章が印刷された甲号券を発行することは不都合が生じることとなるため、1914年（大正3年）以降に製造された甲号券の製造年の記年号については「大正2年」表記のまま据え置いた状態で発行されている。
甲拾圓券の変遷の詳細を下表に示す。
| 発行開始日                | 日本銀行への納入期間                               | 記号／組番号範囲    | 記号／組番号表記 | 通し番号表記 | 記年号              |
| ------------------------- | -------------------------------------------------- | ------------------- | ---------------- | ------------ | ------------------- |
| 1899年（明治32年）10月1日 | 1899年（明治32年）下期 - 1909年（明治42年）上期    | 「い號」 - 「す號」 | 変体仮名         | 漢数字       | 明治32年 - 明治42年 |
| 1910年（明治43年）9月1日  | 1909年（明治42年）下期 - 1914年（大正3年）12月18日 | 1 - 38              | アラビア数字     | 漢数字       | 明治42年 - 大正2年  |

透かしは「拾圓」の文字と桐の図柄である。
使用色数は、表面4色（内訳は凹版印刷による主模様1色、地模様1色、印章1色、記番号1色）、裏面2色（内訳は凹版印刷による主模様1色、印章・断切文字・製造年1色）となっている。
1927年（昭和2年）2月に制定された兌換銀行券整理法により1939年（昭和14年）3月31日限りで通用停止となった。

## 乙号券
1915年（大正4年）4月24日の大蔵省告示第44号「兌換銀行券條例ニ依リ日本銀行ヨリ發行スル兌換銀行券ノ内拾圓券改造發行竝ニ其見本略圖」で紙幣の様式が定められている。主な仕様は下記の通り。
- 日本銀行兌換券
- 額面 拾圓（10円）
- 表面 和気清麻呂と護王神社本殿、兌換文言
- 裏面 彩紋、英語表記の兌換文言、断切文字
- 印章 〈表面〉総裁之印　〈裏面〉文書局長
- 銘板 大日本帝國政府印刷局製造
- 記番号仕様
  - 記番号色 黒色
  - 記番号構成 〈記号〉組番号：「｛」＋数字1 - 3桁＋「｝」　〈番号〉通し番号：数字6桁
- 寸法 縦89mm、横139mm（縦2寸6分2厘、横4寸6分[32]）
- 製造実績
  - 印刷局から日本銀行への納入期間 1915年（大正4年）1月12日 - 1929年（昭和4年）1月22日[2]
  - 記号（組番号）範囲 1 - 278（1記号当たり900,000枚製造）[2]
  - 製造枚数 249,990,000枚[3]
- 発行開始日 1915年（大正4年）5月1日[32]
- 通用停止日 1939年（昭和14年）3月31日[5]
- 発行終了
- 失効券

写真術や写真製版が飛躍的に技術向上したことに伴い甲号券で写真技術を用いた精巧な偽造券が発見されたことにより改刷が行われ、海外の先進的な偽造防止対策なども参考にし、偽造防止のための新技術が多数取り入れられたことが大きな特徴である。
歴代の日本銀行券の中で唯一、表面左側に肖像画が描かれている。そのため通称は「左和気10円」である。これは券種の識別性向上を目的としたものであったが、銀行等での鑑査時の取扱いが不便であったため、乙拾円券の他に左側に肖像が印刷された紙幣は存在していない。
表面右側には、京都市上京区にある護王神社の本殿の風景が描かれているが、当初の予定ではこの位置に恵比寿神の透かしが入り、印刷が空白となる予定であった。しかしながら、同様のデザイン構成を採用した乙五円券が不評であったため、これを受けて仕様が変更された結果である。裏面には彩紋模様と英語表記の兌換文言が記載されているが、当時ヨーロッパを中心に流行していたアール・ヌーヴォー調のデザインとなっている。裏面右端には「日本銀行」の断切文字が配置されている。
透かしは五七桐紋である。
使用色数は、表面5色（内訳は凹版印刷による主模様1色、地模様2色、印章1色、記番号1色）、裏面3色（内訳は凹版印刷による主模様1色、地模様1色、印章・断切文字1色）となっている。
1927年（昭和2年）2月に制定された兌換銀行券整理法により1939年（昭和14年）3月31日限りで通用停止となった。

## 丙号券
1930年（昭和5年）5月15日の大蔵省告示第102号「兌換銀行券改造」で紙幣の様式が定められている。主な仕様は下記の通り。
- 日本銀行兌換券
- 額面 拾圓（10円）
- 表面 和気清麻呂、兌換文言
- 裏面 護王神社本殿、断切文字
- 印章 〈表面〉総裁之印　〈裏面〉文書局長
- 銘板 大日本帝國政府内閣印刷局製造
- 記番号仕様
  - 記番号色 黒色
  - 記番号構成 〈記号〉組番号：「｛」＋数字1 - 4桁＋「｝」　〈番号〉通し番号：数字6桁
- 寸法 縦81mm、横142mm[38]
- 製造実績
  - 印刷局から日本銀行への納入期間 1928年（昭和3年）10月19日 - 1943年（昭和18年）4月28日[2]
  - 記号（組番号）範囲 1 - 1179（1記号当たり900,000枚製造）[2]
  - 製造枚数 1,061,070,000枚[3]
- 発行開始日 1930年（昭和5年）5月21日[38]
- 通用停止日 1946年（昭和21年）3月2日[39]（証紙貼付券に限り1946年（昭和21年）10月31日[40]）
- 発行終了
- 失効券

関東大震災により滅失した兌換券の整理が必要となったことから1927年（昭和2年）2月に兌換銀行券整理法が制定され、従来の兌換券を失効させて新しい兌換券に交換するため、乙百圓券・丙拾圓券・丁五圓券が新たに発行された。
これまでに発行された日本銀行券では複数券種に同じ肖像が用いられるなどした結果、券種間の識別が紛らわしくなっていたことなどから、額面ごとに肖像人物を固定化することとし、さらに輪郭や地模様、透かしに至るまで入念な検討のもとに肖像人物と関連性のある図柄が描かれることとなった。デザイン面、印刷技術面の両面で、日本国内のみならず日本国外からも高く評価された紙幣である。
表面右側には和気清麻呂の肖像が描かれている。この肖像については、エドアルド・キヨッソーネが描いた肖像の原画が関東大震災の被害により焼失したため、他の紙幣の肖像を基に新たに作成されたものである。表面中央に地模様として正倉院御物「鹿草木夾纈屏風」の樹木の図柄と、同じく正倉院御物「鳥草夾纈屏風」の瑞鳥の図柄が描かれている。
裏面には中央に京都市上京区にある和気清麻呂ゆかりの護王神社の本殿と、左右の「拾」の文字が配された彩紋模様の上下には正倉院御物の「雙六局の木匣」の花模様があしらわれている。また裏面右端には「日本銀行」の断切文字が配置されている。これまで記載されていた英語表記の兌換文言は本券種から廃止され、英語表記は額面金額のみとなっている。正倉院御物にまつわる図案をふんだんに盛り込んだデザインとなっており、表面の意匠は不換紙幣のい号券に流用されている。
透かしは「拾圓」の文字と、肖像の和気清麻呂と関わりの深い神護寺の古瓦の図柄である。用紙については従前どおり三椏を原料とするものであるが、製法の変更により以前よりもやや黄色がかった色調の用紙に変更されている。また、従来の紙幣は寸法に統一性がなく取扱いが不便であったため、他額面の紙幣も含め一定の縦横比（概ね縦1：対角線2の比率）に統一した規格に揃えている。この券面寸法の規格は、十円紙幣では1945年（昭和20年）に発行開始されるろ拾圓券まで維持されている。
使用色数は、表面6色（内訳は凹版印刷による主模様1色、地模様3色、印章1色、記番号1色）、裏面3色（内訳は凹版印刷による主模様1色、地模様1色、印章・断切文字1色）となっている。
丙号券からろ号券までの10円券は、全て和気清麻呂が描かれており、通称では「1次」～「4次」と呼ばれているので、この丙号券は「1次10円」となる。このうちろ号券（4次10円）以外の「1次」～「3次」はデザインが類似している。それ以前の改造券・甲号券・乙号券も和気清麻呂が描かれているが、これらは「何次」とは呼ばれない。
1931年（昭和6年）12月の金兌換停止に伴い、それ以降は事実上の不換紙幣となり、1942年（昭和17年）5月の日本銀行法施行による金本位制の廃止に伴って法的にも不換紙幣として扱われることになった。
新円切替のため1946年（昭和21年）3月2日限りで通用停止となった。新円切替の際、丙号券～ろ号券に証紙を貼付し、臨時に新券の代わりとした「証紙貼付券」が発行された。この証紙貼付券は十分な量の新円の紙幣（A号券）が供給された1946年（昭和21年）10月末限りで失効した。

### その他

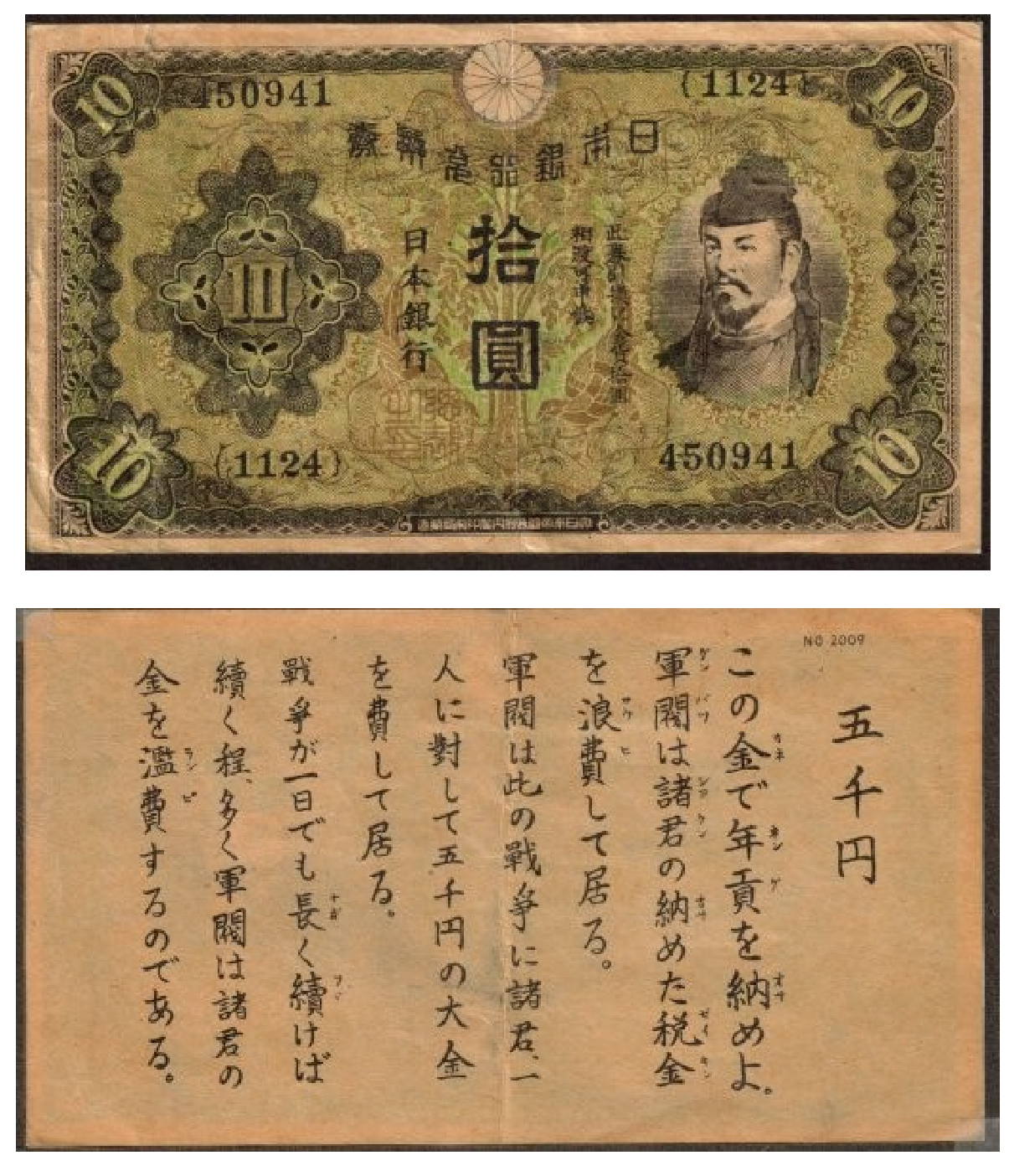
第二次世界大戦中に米軍が投下した伝単

第二次世界大戦中に米軍により日本国内で飛行機等から散布された宣伝謀略用の伝単（ビラ）の中には、当時使用されていた丙拾圓券の図柄を模したものが存在している。
一般市民の目に付きやすく手に取られやすいようにするため紙幣に似せたものとなっており、諸外国でも同様のものが見られる。日本で使用されたものは当時流通量が多かった十円紙幣の図柄が用いられた。
当時はこのような伝単を拾得・所持するだけで厳しく罰せられたため、日本国内での現存数は少ない。

## い号券
1943年（昭和18年）12月14日の大蔵省告示第558号「日本銀行券拾圓券等ノ樣式略圖」で紙幣の様式が定められている。主な仕様は下記の通り。
- 日本銀行券
- 額面 拾圓（10円）
- 表面 和気清麻呂
- 裏面 護王神社本殿
- 印章 〈表面〉総裁之印、発券局長　〈裏面〉なし
- 銘板 内閣印刷局製造
- 記番号仕様
  - 記番号色 黒色［通し番号あり］／赤色［通し番号なし（組番号のみ）］（製造時期により2種類あり）
  - 記番号構成 （製造時期により2種類あり）
    - 〈記号〉組番号：「｛」＋数字1 - 3桁＋「｝」　〈番号〉通し番号：数字6桁
    - 〈記号〉組番号：「｛」＋数字3桁＋「｝」　〈番号〉通し番号なし
- 寸法 縦81mm、横142mm[52]
- 製造実績
  - 印刷局から日本銀行への納入期間 1943年（昭和18年）4月28日 - 1946年（昭和21年）5月29日[2]
  - 記号（組番号）範囲 [2]
    - 1 - 480（1記号当たり900,000枚製造）
    - 481 - 542（1記号当たり5,000,000枚製造）

  - 製造枚数 [3]
    - 432,000,000枚［通し番号あり］
    - 265,774,000枚［通し番号なし（組番号のみ）］
- 発行開始日 1943年（昭和18年）12月15日[52]
- 通用停止日 1946年（昭和21年）3月2日[39]（証紙貼付券に限り1946年（昭和21年）10月31日[40]）
- 発行終了
- 失効券

事実上有名無実化していた金本位制が1942年（昭和17年）5月の日本銀行法施行により正式に廃止され、管理通貨制度に移行したことに伴い兌換文言等が表記された兌換券が名実ともに実態にそぐわないものとなったことから、不換紙幣の「日本銀行券」として発行された。時代は第二次世界大戦に突入し、材料や資機材などに至るまであらゆるものが戦争に駆り出された結果、紙幣もコスト削減や製造効率向上を目的に品質を落とさざるを得なくなり仕様が簡素化されている。
表面の意匠は兌換券である丙号券の流用だが、裏面は異なっている。表面の変更点は、題号の「日本銀行券」への変更の他に、兌換文言の削除、発行元銀行名の位置変更、銘板の記載変更、印章を表面に2個（「総裁之印」・「発券局長」）印刷するようにしたことと、地模様の刷色変更だが、その他の図案は丙号券を流用したもので同様の内容である。
裏面には丙号券と同じく護王神社の本殿が描かれているが、裏面の印刷方式を簡易な凸版印刷に変更した影響で丙号券よりも粗く太い画線で描かれている。そのほか、上方には瑞雲、下方には桐、左右には古代鏡型の彩紋、地模様には宝相華があしらわれているが、丙号券の重厚感のあるデザインと比較すると大幅に簡素化されたものとなっている。またアラビア数字による額面表記は存在するものの、これまで裏面に印刷されていた英語表記は削除され、英語表記が全くない券面となっている。
当初は記番号が黒色で印刷されていたが（2次10円）、1944年（昭和19年）11月に記号（組番号）の色が赤色に変更され通し番号が省略された（3次10円）。2次10円の通し番号については基本的に900000までであったが、補刷券と呼ばれる不良券との差し替え用に900001以降の通し番号が印刷されたものが存在する。
発行開始時の透かしは丙号券と同じ「拾圓」の文字と神護寺の古瓦の図柄であったが、1944年（昭和19年）に「日本」と「拾」の文字に変更され、これに合わせて紙幣用紙についても従来の三椏のみを原料とするものから、粗悪な木材パルプを30%混合したものに変更されている。さらに透かしの図柄については度重なる変更が行われ、1945年（昭和20年）に日本銀行行章（ここまで白黒透かし）、そして発行末期は白透かしの桐と3度にわたり変更されている。
い拾圓券の変遷の詳細を下表に示す。前述の通り戦況の悪化に伴い仕様を一段と簡素化する仕様変更が度々行われており、い拾圓券は2次10円2タイプ、3次10円3タイプの合計5タイプに分かれる。
| 通称    | 発行開始日                 | 日本銀行への納入期間                                   | 組番号範囲 | 記番号仕様         | 透かし                                       |
| ------- | -------------------------- | ------------------------------------------------------ | ---------- | ------------------ | -------------------------------------------- |
| 2次10円 | 1943年（昭和18年）12月15日 | 1943年（昭和18年）4月28日 - 1944年（昭和19年）7月26日  | 1 - 403    | 黒色・通し番号あり | 「拾圓」・神護寺の古瓦（白黒透かし・定位置） |
| 2次10円 | 1944年（昭和19年）8月25日  | 1944年（昭和19年）7月26日 - 1944年（昭和19年）10月12日 | 404 - 480  | 黒色・通し番号あり | 「日本」・「拾」（白黒透かし・不定位置）     |
| 3次10円 | 1944年（昭和19年）11月20日 | 1944年（昭和19年）10月12日 - 1945年（昭和20年）4月30日 | 481 - 510  | 赤色・通し番号なし | 「日本」・「拾」（白黒透かし・不定位置）     |
| 3次10円 | 1945年（昭和20年）6月11日  | 1945年（昭和20年）3月29日 - 1946年（昭和21年）5月29日  | 511 - 530  | 赤色・通し番号なし | 日本銀行行章（白黒透かし・不定位置）         |
| 3次10円 | 不明                       | 1945年（昭和20年）3月29日 - 1946年（昭和21年）5月29日  | 531 - 542  | 赤色・通し番号なし | 桐（白透かし・不定位置）                     |

使用色数は、2次10円（通し番号あり）については表面6色（内訳は凹版印刷による主模様1色、地模様3色、印章1色、記番号1色）、裏面2色（内訳は主模様1色、地模様1色）、3次10円（通し番号なし）については記番号を印章と同色に変更したことにより表面5色（内訳は凹版印刷による主模様1色、地模様3色、印章・記番号1色）、裏面2色（内訳は主模様1色、地模様1色）となっている。
新円切替のため1946年（昭和21年）3月2日限りで通用停止となった。新円切替の際、丙号券～ろ号券に証紙を貼付し、臨時に新券の代わりとした「証紙貼付券」が発行された。この証紙貼付券は十分な量の新円の紙幣（A号券）が供給された1946年（昭和21年）10月末限りで失効した。

## ろ号券
1945年（昭和20年）8月17日の大蔵省告示第332号「日本銀行券百圓券及拾圓券ノ樣式ヲ定メ從來ノモノト併用方」で紙幣の様式が定められている。主な仕様は下記の通り。
- 日本銀行券
- 額面 拾圓（10円）
- 表面 和気清麻呂
- 裏面 護王神社本殿
- 印章 〈表面〉総裁之印、発券局長　〈裏面〉なし
- 銘板 大日本帝國印刷局製造
- 記番号仕様
  - 記番号色 赤色［通し番号なし（組番号のみ）］
  - 記番号構成 〈記号〉組番号：数字1 - 3桁　〈番号〉通し番号なし
- 寸法 縦81mm、横142mm[63]
- 製造実績
  - 印刷局から日本銀行への納入期間 1944年（昭和19年）6月30日 - 1946年（昭和21年）10月11日[2]
  - 記号（組番号）範囲 [2]
    - 1 - 69（1記号当たり1,000,000枚製造）
    - 70 - 165（1記号当たり5,000,000枚製造）

  - 製造枚数 [3]
    - 69,000,000枚［地模様：2色］
    - 237,305,000枚［地模様：単色］
- 発行開始日 1945年（昭和20年）8月17日[63]
- 通用停止日 1946年（昭和21年）3月2日[39]（証紙貼付券に限り1946年（昭和21年）10月31日[40]）
- 発行終了
- 失効券

戦局の更なる悪化により敗色が濃厚となった終戦直前に、敗戦によるハイパーインフレーションなどの可能性を想定した緊急用紙幣として、印刷方式や紙幣用紙の仕様を従前以上に一層簡素化して製造を開始したものである。このような背景から製造は極秘裏に進められ、発行開始は終戦直後となっている。極めて厳しい情勢の下にありながらも手間をかけて新たなデザインに改められた理由は、ろ拾圓券が紙幣として考えられうる凡そ最低水準の仕様とされたことから、凹版印刷を前提とした従来の図柄を踏襲すると品質の低下が目立ち過ぎるためである。通称は「4次10円」である。
紙幣用のインク、用紙、印刷機といった資機材が欠乏した状況下で、印刷局の製造能力だけではもはや対応しきれない状況となっていたことから、設備が十分でない民間印刷会社でも製造が行えるよう考慮されており、偽造防止のためには欠かせない反面手間のかかる凹版印刷を取り止め、高額券でありながら簡易なオフセット印刷で製造することを前提としている。そのような事情から、ろ号券の多くは印刷局から委託を受けた民間印刷会社で印刷されている。なお、ろ号券に限らず、第二次世界大戦末期から終戦直後に製造された紙幣は材料の枯渇状態の下で簡易な印刷方法により粗製濫造された結果、画線が潰れて肖像などの主模様の印刷が不鮮明なものや、刷色が一定せず色違いのものが発生するなど品質不良状態の紙幣が見受けられる。
和気清麻呂の肖像は表面中央やや右寄りに配置されている。肖像の左右には対になった鳳凰、下方には瑞雲と桜花、地模様は唐草模様をあしらっている。裏面はい号券同様の護王神社の本殿の風景だがデザインは変更されており、左右に唐草模様、下方に宝相華、外側は菊花葉が描かれている。丙号券やい号券で見られた正倉院御物に由来する凝ったデザインは完全に姿を消している。い号券同様、アラビア数字による額面表記は存在するものの、英語表記はなされていない。
記番号は記号（組番号）のみの表記で通し番号はなく、またその記号（組番号）の外側の波括弧も付けられていない。
透かしはろ百圓券と共通の唐草模様の白透かしによるちらし透かしであるが、紙質や製作が粗悪なため透かしの確認は困難である。紙幣用紙は粗悪な木材パルプを50%、三椏を30％混合した構成の劣悪な品質のものとなっている。
ろ拾圓券の変遷の詳細および組番号の範囲を下表に示す。戦後製造分は戦災により紙幣製造能力が低下した状況において猛烈なインフレーションの発生に伴う極度の紙幣需要増加に対応することが急務であったため、当初2色刷りであった地模様を単色化して刷色を減らすなど更に極限まで仕様が簡素化されている。
| 発行開始日                | 日本銀行への納入期間                                    | 組番号範囲 | 刷色                                                           |
| ------------------------- | ------------------------------------------------------- | ---------- | -------------------------------------------------------------- |
| 1945年（昭和20年）8月17日 | 1944年（昭和19年）6月30日 - 1945年（昭和20年）9月6日    | 1 - 69     | 表面4色（内訳は主模様1色、地模様2色、印章・記番号1色） 裏面1色 |
| 不明                      | 1945年（昭和20年）11月24日 - 1946年（昭和21年）10月11日 | 70 - 165   | 表面3色（内訳は主模様1色、地模様1色、印章・記番号1色） 裏面1色 |

終戦直後に発行されたものの、新円切替のため法律上の通用期間は1年にも満たず1946年（昭和21年）3月2日限りで通用停止となった。新円切替の際、丙号券～ろ号券に証紙を貼付し、臨時に新券の代わりとした「証紙貼付券」が発行された。この証紙貼付券は十分な量の新円の紙幣（A号券）が供給された1946年（昭和21年）10月末限りで失効した。

## A号券
A券とも呼ばれる。1946年（昭和21年）2月17日の大蔵省告示第23号「日本銀行券百圓券及拾圓券樣式ノ件」で紙幣の様式が定められている。主な仕様は下記の通り。
- 日本銀行券
- 額面 拾圓（10円）
- 表面 国会議事堂、鳳凰
- 裏面 彩紋
- 印章 〈表面〉総裁之印、発券局長　〈裏面〉なし
- 銘板 記載なし
- 記番号仕様
  - 記番号色 赤色［通し番号なし（組番号のみ）］
  - 記番号構成 〈記号〉「1」＋組番号：数字1 - 4桁＋製造工場：数字2桁　〈番号〉通し番号なし
- 寸法 縦76mm、横140mm[72]
- 製造実績
  - 印刷局から日本銀行への納入期間 1946年（昭和21年）2月14日 - 1954年（昭和29年）3月29日[2]
  - 記号（組番号）範囲 1 - 1977[注 8]（1記号当たり5,000,000枚製造）[2][注 9]
  - 製造枚数 9,869,055,000枚[3]
- 発行開始日 1946年（昭和21年）3月1日[73]（告示上：同年2月25日[注 10]）
- 支払停止日 1955年（昭和30年）4月1日[74]
- 発行終了
- 有効券

終戦直後の猛烈なインフレーションの抑制策として、政府により新円切替が極秘裏に検討されていた。これは発表からごく短期間のうちに旧紙幣を全て無効化して金融機関に強制預金させたうえで預金封鎖し、代わりに発行高を制限した新紙幣（A号券）を発行して最低限度の生活費だけを引き出せるようにするものであった。これを実施するには従前の紙幣と明確に識別可能な新紙幣を急遽準備する必要が生じるため、印刷局に加えて凸版印刷、大日本印刷、共同印刷、および東京証券印刷の民間印刷会社4社に対して新紙幣のデザイン案の提案を求め、その中から「斬新なデザインのもの」を選ぶという選考方針のもとで新紙幣のデザイン案が決定された。紙幣の図案検討としては異例の指名型公募方式による選定であった。
連合国軍占領下の当時は改刷を行い新紙幣を発行する場合、図案についてGHQ（連合国軍最高司令官総司令部）の承認が必要であった。公募により採用された図案は、民間企業の凸版印刷株式会社によって提案された図案の1つであり、当初の案ではこの図案は伐折羅大将像の肖像を描いたA千円券の図案であった。インフレーションや闇取引助長の懸念から高額紙幣発行に対してGHQが反対したため、不発行となったA千円券のデザインを流用してA十円券の図案とすることで図案の申請が行われた。GHQによる図案の審査の結果、肖像が不適切であるとクレームが付き変更を指示されたため、伐折羅大将像を国会議事堂に差し替えてGHQの承認を得たうえで発行された。なお、新円の紙幣として検討されたA十円券の図案のもう1つの案については、不採用となったデザインの試作見本券として、和気清麻呂の肖像を持つい拾圓券のデザインを刷色変更の上で流用し、発行されたA百圓券や、未発行に終わったA千圓券（2次案）などと同様の、瑞雲と桜花のデザインの赤色の新円標識を左下と右上の2か所に加刷したものが現存している。
券面を左右に二分した図柄が特徴的であり、表面左側には十字型の枠内に国会議事堂の中央塔部分を、右側には四角い輪郭枠の中に法隆寺の古鏡の鳳凰と胡蝶の図柄を描いたものであった。裏面には正倉院御物の古代裂から採った睡蓮と宝結びの模様を描いている。日本銀行券としては珍しく、券面上に日本銀行行章の図柄が含まれていないほか、円記号（「¥」）により額面金額が表記され、ローマ字表記による国名表示「NIPPON」の表記があるなど、他の券種とは一線を画した様式となっている。
しかしながら表面のデザイン全体が「米国」の漢字に見えることに加え、製造開始間際に十分な検討時間がない中で千円券を十円券の券面にするべく無理に修正した影響で、輪郭枠の「十」の連続模様が十字架の鎖のように見え、さらに千円券として検討されていた図柄を十円券の寸法に合わせて無理に縮小したために、右側左下の彩紋模様が圧縮されて進駐軍のMPのヘルメットの形状を連想させるなど、GHQの陰謀ではないかとの悪評が立ち国会でも問題となった。
異例の公募による図案決定と併せて、当初は紙幣の製造についても発行元の日本銀行から民間印刷会社に直接発注するように調達方式を変更する構想を大蔵省は持っていたが、極めて厳格な管理が求められる紙幣製造業務の特殊性から望ましくないとのGHQの意向によりこちらは実行されなかった。券面上から製造元を示す銘板の記載が省略されているが、これはこの調達方式変更の予定を見越したものである。結局のところ一部のい号券やろ号券などと同様に従来通り印刷局が一元的に紙幣製造の管理を行うこととなり、凸版印刷株式会社にて完成された版面を印刷局に引渡したうえで、印刷局とその委託を受けた大日本印刷や凸版印刷などの複数の民間印刷会社で分散して印刷されることとなった。
記番号については通し番号はなく記号のみの表記となっている。記号の下2桁が製造工場を表しており、下表の通りA号券の中では最も多い13箇所の印刷所別に分類できる。このように多数の民間委託先でも印刷されたが、もともと紙幣として十分とは言い難い粗末な仕様であったことに加え、製造数量や秘密保持の管理が不十分で一部の委託先から製造中の半製品が外部流出するなどの問題が発生し、これらが偽造が多発する原因の一つとなったほか、用紙や刷色に変化が多く品質が不均一となっている。
| 製造工場               | 記号下2桁 |
| ---------------------- | --------- |
| 大蔵省印刷局滝野川工場 | 12        |
| 大蔵省印刷局酒匂工場   | 22        |
| 大蔵省印刷局静岡工場   | 32        |
| 大蔵省印刷局彦根工場   | 42        |
| 凸版印刷板橋工場       | 13        |
| 凸版印刷富士工場       | 23        |
| 凸版印刷大阪工場       | 33        |
| 大日本印刷市ヶ谷工場   | 14        |
| 大日本印刷秋田工場     | 24        |
| 大日本印刷新発田工場   | 34        |
| 共同印刷小石川工場     | 15        |
| 東京証券印刷王子工場   | 16        |
| 東京証券印刷武生工場   | 36        |

他の十円券以下のA号券と同様に透かしは入っていない。なおA号券の紙幣用紙の抄造については緊急かつ大量に必要となることから、印刷局の工場だけでは賄いきれず一部は民間製紙会社においても抄造が行われている。いずれも発行された日本銀行券の中では初めてのことであり、これ以降もこのような事例は存在していない。
使用色数は、表面3色（内訳は主模様1色、地模様1色、印章・記番号1色）、裏面1色となっている。印刷方式は、製造効率を優先したため当初は両面とも平版印刷であったが、透かしもなく印刷色数も最低限という余りにも簡素な仕様であることから精巧な偽造券が発生する可能性を考慮して2度にわたり変更が行われ、1度目の変更では表面が凸版印刷で裏面が平版印刷、2度目の変更では両面とも凸版印刷という変遷をたどっている。
A十円券の製造終了は、十円硬貨（十円青銅貨）が市中に出回り始めた1953年（昭和28年）であった。
現在、法律上有効な唯一の十円紙幣であるが、自販機、ATM、自動釣銭機等の各種機器で受け付けられないほか、対面取引で行使しようとする場合も見慣れぬ紙幣で真贋が判断できないとして受け取りを拒否されることがある。銀行の窓口に持ち込むと口座への預け入れや現行の紙幣・硬貨への交換ができるが、場合によっては日本銀行での鑑定に回され日数を要する場合がある他、銀行によっては取り扱い手数料が要求されることがある。また、日銀の勘定店における受入時の現金の整理においては、「B百円券を除く額面価格100円以下の銀行券」に該当し、無条件で引換依頼の対象とされている。
日本の現在発行されていない旧紙幣の中では現存数が非常に多く、しばしば未使用の100枚帯封などが古銭市場やネットオークション等に現れるほどであり、古銭商による買取の場合、1枚での買取はほとんど期待できず、ある程度まとまった枚数で買い取ってもらう場合も、額面を若干超えた程度となるのが一般である。

## 未発行紙幣
は拾圓券
肖像は和気清麻呂。1945年（昭和20年）の第二次世界大戦終戦直後の急激なインフレーションによる紙幣需要の急増に対応することを目的とした凸版印刷の簡易的な紙幣であり、券面の大きさをろ拾圓券よりも小型化して一層製造効率を高めたものである。寸法は縦68mm×横132mmであったが、これは当時発行されていたろ五圓券よりも更に小型のものであった。これは寸法を縮小することで用紙を節約し、更に各券種の券面の縦寸法を一定のサイズに統一することにより券種間での原版の版面の流用を容易にする構想を先行して採用したためである。
第二次世界大戦最末期に敗戦などを想定して発行が企画され、終戦直後の混乱の中で製造には着手したものの、視察中の大蔵大臣が偶然印刷中の紙幣を目の当たりにし、余りにも粗末でみすぼらしい出来栄えの紙幣であったことから、これを発行することはかえって国民のインフレ心理を煽り日本の国力の衰退を印象付ける恐れがあることや、偽造が懸念されるといったマイナスの影響を勘案し公示と発行を見送ったとされる。
図柄は表面右側に和気清麻呂の肖像、左側に瑞鳥が描かれており、地模様には雷紋と瑞雲があしらわれている。また、表面に印章が2個（「総裁之印」・「発券局長」）配置されている。裏面中央には護王神社の本殿が描かれており、左右を菊葉が囲んでいる。記番号は組番号（記号）のみの表記で赤色で印字されており通し番号はなく、銘板は「大日本帝國印刷局製造」となっている。
透かしは桐の図柄の白透かしによるちらし透かしである。
使用色数は、表面4色（内訳は主模様1色、地模様2色、印章・記番号1色）、裏面1色となっている。
1945年（昭和20年）9月16日から10月11日にかけて組番号（記号）1から6までの2626万4000枚が製造されたが、発行計画が中止となったことにより製造済の通用券は全て廃棄処分されて現存しておらず、見本券のみが現存する。
B拾円券
肖像は大久保利通。A号券が当時の切迫した状況から不十分な出来栄えで発行せざるを得なかったことが原因で精巧な偽造券に悩まされることとなったため、凹版印刷や白黒透かしなどを盛り込んだ本格的な銀行券として検討された。1946年（昭和21年）にGHQ（連合国軍総司令部）による発行承認を得ていたものの、新円切替をもってしても抑えきれなかったインフレーションの進行によりB号券は高額券から優先して発行することとなり、その間に1952年（昭和27年）には十円青銅貨が発行されたため、B拾円券の発行は取りやめとなった。

## 変遷
日本銀行券の発行開始以前には、額面金額10円の紙幣として明治通宝の十円券、国立銀行紙幣の十円券、および改造紙幣の十円券が発行されており、1899年（明治32年）12月9日までは国立銀行紙幣の十円券、同年12月31日までは明治通宝の十円券および改造紙幣の十円券が並行して通用していた。
- 1885年（明治18年）1月22日：旧拾圓券の様式を制定[1]。
- 1885年（明治18年）5月9日：旧拾圓券発行開始[4]。図柄は大黒像。
- 1890年（明治23年）7月26日：改造拾圓券の様式を制定[15]。
- 1890年（明治23年）9月12日：改造拾圓券発行開始[16]。図柄は和気清麻呂。通し番号は5桁。後に通し番号を6桁に変更した改造拾圓券を発行開始（変更後の様式の制定・公示が行われておらず、発行開始日は不詳[注 1]）。
- 1897年（明治30年）10月1日：貨幣法施行および兌換銀行券条例の改正により「日本銀行兌換銀券」から「日本銀行兌換券」に移行。既存の兌換銀券は金兌換券として扱われる[93][94]。
- 1899年（明治32年）3月20日：旧拾圓券が日本銀行による回収対象となる[6]。
- 1899年（明治32年）9月16日：甲拾圓券の様式を制定[24]。
- 1899年（明治32年）10月1日：甲拾圓券発行開始[24]。図柄は和気清麻呂と護王神社拝殿、猪。記号は変体仮名表記。
- 1910年（明治43年）8月13日：記号の表記を変更した甲拾圓券の様式を制定[30]。
- 1910年（明治43年）9月1日：記号の表記を変更した甲拾圓券発行開始[30]。記号をアラビア数字表記に変更。
- 1915年（大正4年）4月24日：乙拾圓券の様式を制定[32]。
- 1915年（大正4年）5月1日：乙拾圓券発行開始[32]。図柄は和気清麻呂と護王神社本殿。
- 1930年（昭和5年）5月15日：丙拾圓券の様式を制定[38]。
- 1930年（昭和5年）5月21日：丙拾圓券発行開始[38]。図柄は和気清麻呂と護王神社本殿。
- 1931年（昭和6年）12月17日：金貨兌換停止に関する緊急勅令施行により金兌換停止[48]。
- 1939年（昭和14年）3月31日：兌換銀行券整理法により旧拾圓券、改造拾圓券、甲拾圓券および乙拾圓券失効[5]。
- 1942年（昭和17年）5月1日：旧日本銀行法施行により「日本銀行兌換券」から「日本銀行券」に移行。既存の有効な兌換券は不換紙幣として扱われる[49]。
- 1944年（昭和19年）3月18日：い拾圓券の様式を制定[52]。
- 1944年（昭和19年）3月20日：い拾圓券発行開始[52]。図柄は和気清麻呂と護王神社本殿。表面は丙号券と類似しているが裏面のデザインが異なる。記番号は黒色。
- 1944年（昭和19年）8月21日：透かしを簡素化したい拾圓券の様式を制定[59]。
- 1944年（昭和19年）8月25日：透かしを簡素化したい拾圓券発行開始[59]。透かしを不定位置（散らし透かし）に変更。
- 1944年（昭和19年）11月17日：通し番号を省略したい拾圓券の様式を制定[60]。
- 1944年（昭和19年）11月20日：通し番号を省略したい拾圓券発行開始[60]。記号（組番号）を赤色に変更。
- 1945年（昭和20年）6月9日：透かしを再度簡素化したい拾圓券の様式を制定[61]。
- 1945年（昭和20年）6月11日：透かしを再度簡素化したい拾圓券発行開始[61]。後に透かしを更に簡素化したい拾圓券を発行開始（変更後の様式の制定・公示が行われておらず、発行開始日は不詳[注 5]）。
- 1945年（昭和20年）8月17日：ろ拾圓券の様式を制定、同日発行開始[63]。図柄は和気清麻呂と護王神社本殿。後に地模様を簡素化したろ百圓券を発行開始（変更後の様式の制定・公示が行われておらず、発行開始日は不詳[注 7]）。
- 1946年（昭和21年）2月17日：金融緊急措置令により預金封鎖を伴う新円切替実施[95]。A十円券の様式を制定[72]。
- 1946年（昭和21年）2月25日：暫定的に新円とみなす証紙を貼付した丙拾圓券、い拾圓券、およびろ拾圓券発行開始[50]。A十円券の告示上の発行開始[72]。
- 1946年（昭和21年）3月1日：A十円券の実質的な発行開始[73]。図柄は国会議事堂。
- 1946年（昭和21年）3月2日：日本銀行券預入令により丙拾圓券、い拾圓券、およびろ拾圓券は証紙貼付券を除き失効[39]。
- 1946年（昭和21年）10月31日：丙拾圓券、い拾圓券、およびろ拾圓券の証紙貼付券失効[40]。
- 1955年（昭和30年）4月1日：A十円券の日本銀行からの支払停止[74]。

後継は1953年（昭和28年）1月5日に発行開始された十円硬貨（十円青銅貨）である。
並行して発行されていた本位貨幣の十円硬貨（十円金貨）の製造は1910年（明治43年）3月までで、これ以降は新規製造が行われていない（通貨の単位及び貨幣の発行等に関する法律により1988年（昭和63年）3月末限りで全て失効）。